# Loboberea
Loboberea is een kevergeslacht uit de familie van de boktorren (Cerambycidae). De wetenschappelijke naam van het geslacht werd voor het eerst geldig gepubliceerd in 1950 door Breuning.

## Soorten
Loboberea is monotypisch en omvat slechts de volgende soort:
- Loboberea pygidialis (Gahan, 1907)